# Tony Jantschke
Tony Jantschke, född 7 april 1990 i Hoyerswerda, är en tysk fotbollsspelare som spelar för Borussia Mönchengladbach.

## Karriär
I december 2020 förlängde Jantschke sitt kontrakt i Borussia Mönchengladbach fram till 2023. I april 2023 förlängde han sitt kontrakt med ett år.